# 米哈伊尔·萨多夫斯基
米哈伊尔·亚历山德罗维奇·萨多夫斯基（俄语：Михаил Александрович Садовский，1904年—1994年）是苏联地球物理学家，爆炸物理学专家，苏联原子弹计划参与者，塞米巴拉金斯克核武器试验场首任科学负责人。

## 生平
1904年出生于圣彼得堡的一个中学教师家庭。1921年当地高中毕业。1928年毕业于列宁格勒理工学院物理和力学系。先后在应用地球物理研究、苏联科学院地震研究所实习与工作。自1945年以来作为专家参与苏联原子弹计划。1946年至1958年担任塞米巴拉金斯克核武器试验场（保密单位）科学主管。
1953年10月23日当选苏联科学院通讯院士。自1961年10月23日起在苏联科学院物理系任教，1966年7月1日当选院士。
1960年当选苏联科学院地球物理研究所所长，1989年任名誉所长。
1994年10月12日在莫斯科逝世，被安葬在特罗耶库罗夫公墓。

## 获奖与荣誉
- 社会主义劳动英雄荣誉称号（1949年10月29日）
- 四枚列宁勋章
- 十月革命勋章（1971年7月20日）
- 3枚劳动红旗勋章（1945年6月11日，1964年11月5日，1984年11月5日）
- 荣誉勋章（1953年9月19日）
- 列宁奖（1962年）
- 斯大林奖（1948年，1949年，1951年，1953年）
- 罗蒙诺索夫金质奖章（1986年）